# 朱洸
朱洸（1481年—？），字大武，直隸蘇州府太倉州民籍，常熟縣人，明朝政治人物。

## 生平
正德二年（1507年）丁卯科應天府鄉試第六十七名舉人。正德十二年（1517年）中式丁丑科會試第一百二十九名，登第三甲第六十七名進士。通政司观政，授行人司行人。嘉靖元年（1522年）選南京福建道監察御史。

## 家族
曾祖朱子亮；祖父朱用節；父朱稷，曾任工部主事。母劉氏。慈侍下。弟朱渊，监生。